# 브라이언 포이
브라이언 포이(영어: Bryan Foy, 1896년 12월 8일 ~ 1977년 4월 20일)는 미국의 영화 프로듀서이자 영화 감독이다. 1924년부터 1963년까지 200편이 넘는 영화를 제작했으며 1923년부터 1934년 사이에 41편의 영화를 감독했다. 그는 그가 "B의 지킴이"로 알려졌던 워너 브라더스의 B급 영화 부서장을 맡았다.

## 참여 작품
- 코멧 오버 브로드웨이
- 밀랍의 집
- PT 109
- 파티마의 기적 (1952년 영화)